# Файзуллаев, Джарулла Файзуллаевич
Джарулла Файзуллаевич Файзуллаев (узб. Jarulloh Fayzulloh o‘g‘li Fayzullaev; 11 февраля 1924 — 24 октября 1992) — советский учёный в области механики, действительный член Академии наук Узбекской ССР (1974).

## Биография
Окончил Среднеазиатский государственный университет (1948). В 1947—1952 — преподаватель Ташкентского текстильного техникума, с 1953 по 1959 — ассистент кафедры высшей математики Ташкентского института ирригации и механизации сельского хозяйства.
С 1960 г. работал в Институт механики и сейсмостойкости АН Узбекской ССР: научный сотрудник, заместитель заведующего, с 1961 заведующий гидродинамической лабораторией, в 1962—1963 директор института, с 1966 по 1970 — зам. директора по науке.
Доктор технических наук (1971), профессор (1971). Действительный член Академии наук Узбекской ССР (1974) (механика многофазных сред).

## Научная деятельность
На основе механической модели Ландау-Рахматулина и модели вязко-пластичных сред А. А. Ильюшина разработал гидродинамическую модель смесей, состоящей из вязко-пластичной, вязкой и идеальной сред, обладающих различными реологическими свойствами, которая названа моделью Рахматулина-Файзуллаева.

### Научные труды
- Ламинарное движение многофазных сред в трубопроводах [Текст] / АН УзССР. Ин-т механики. — Ташкент : Фан, 1966. — 220 с. : черт.; 22
- Последовательные движения жидкостей / Д. Ф. Файзуллаев, К. В. Мукук ; Акад. наук Узбек. ССР, Ин-т механики и сейсмостойкости сооружений им. М. Т. Уразбаева. — Ташкент : Фан, 1976. — 182, [2] с. : ил. ; 22 см
- Элементы гидравлики смесей [Текст] / Д. Ф. Файзуллаев, Р. С. Гурбанов, Я. М. Расизаде ; АН УзССР. Ин-т механики и сейсмостойкости сооружений. — Ташкент : Фан, 1970. — 156 с. : черт.; 22 см.
- Гидродинамика пульсирующих потоков / Д. Ф. Файзуллаев, К. Наврузов; Отв. ред. Х. А. Рахматулин; АН УзССР, Ин-т механики и сейсмостойкости сооружений им. М. Т. Уразбаева. — Ташкент : Фан, 1986. — 190,[3] с. : граф.; 21 см.